# Кампольєто
Кампольєто (італ. Campolieto) — муніципалітет в Італії, у регіоні Молізе,  провінція Кампобассо.
Кампольєто розташоване на відстані близько 195 км на схід від Рима, 12 км на північний схід від Кампобассо.
Населення — 860 осіб (2014).
Щорічний фестиваль відбувається 29 вересня. Покровитель — святий Архангел Михаїл.

## Демографія
Населення за роками:

Станом на 1 січня 2023 року в муніципалітеті офіційно проживало 47 іноземців з 12 країн, серед них 4 громадяни країн Євросоюзу.

## Сусідні муніципалітети
- Кастелліно-дель-Біферно
- Матриче
- Моначильйоні
- Морроне-дель-Санніо
- Ріпаботтоні
- Сан-Джованні-ін-Гальдо